# Maria Zeeb
Maria Zeeb (* 22. März 1859 in Walldürn; † 13. Januar 1927 in Heidelberg) war eine deutsche Hebamme und als solche beteiligt am ersten modernen Kaiserschnitt, der 1881 durchgeführt wurde.

## Leben und Wirken

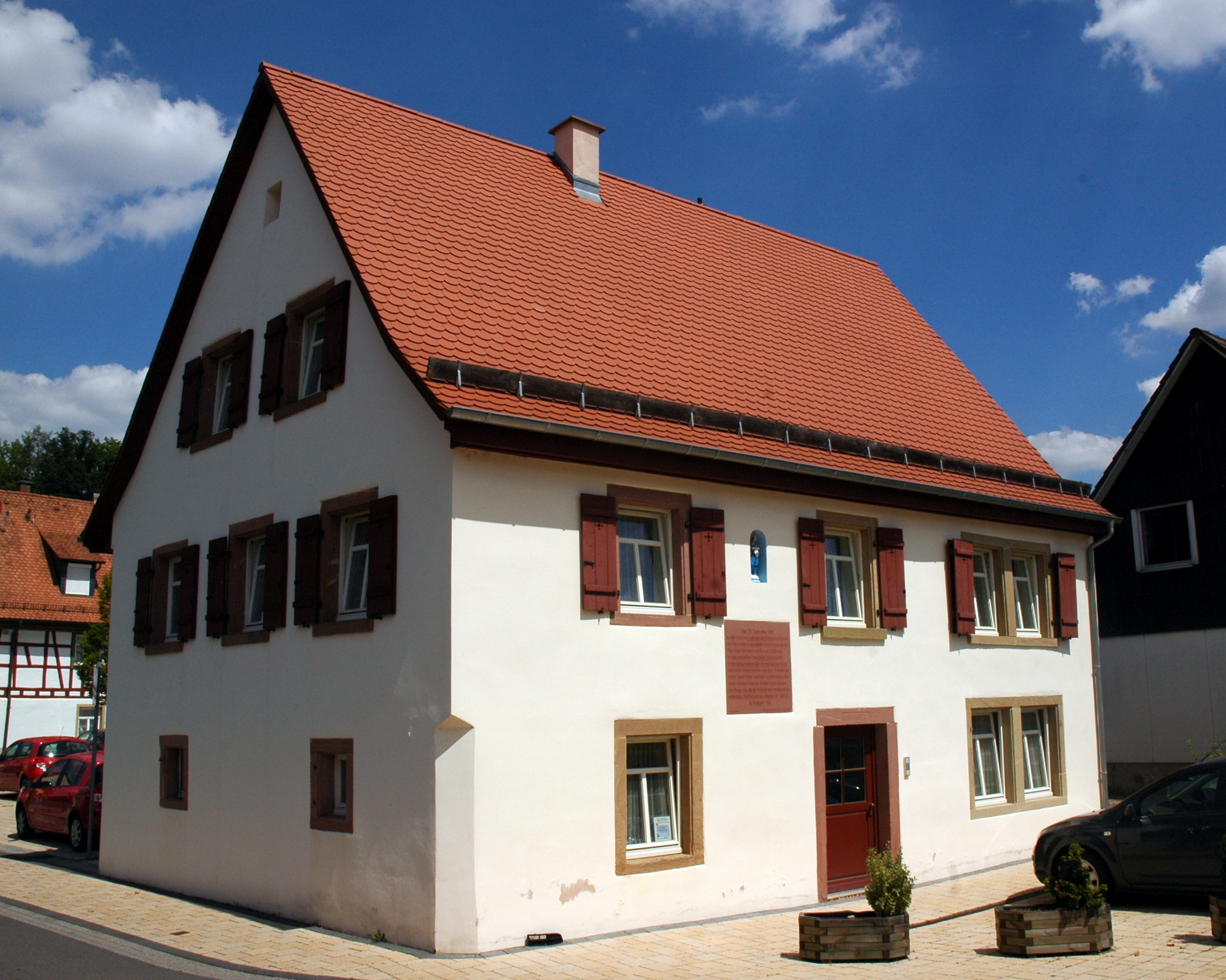
Das Haus in Meckesheim, in dem 1881 der erste moderne Kaiserschnitt durchgeführt wurde

Maria Theresia Zeeb absolvierte einen Hebammenlehrgang an der Universitäts-Frauenklinik Heidelberg, nicht weit von ihrem Geburtsort Walldürn am Rande des Odenwalds entfernt. Ihr Lehrer, der Geheimrat Ferdinand Adolf Kehrer bot ihr nach der Ausbildung an, als Anstaltshebamme an der Frauenklinik zu bleiben, wo sie auch bald zur Oberhebamme befördert wurde. Jahrelang wurde sie dort als Vorgesetzte und Ausbilderin geschätzt. 
Als Professor Kehrer am 25. September 1881 per Telegramm des Gynäkologen Schütz aus Neckargemünd nach Meckesheim gerufen wurde, um Emilie Schlusser zu helfen, die seit zwei Tagen in den Wehen lag, gehörte Maria Zeeb zu seinem Team, mit dem er vor Ort erstmals einen modernen Kaiserschnitt durchführte.
Von einem ersten erfolgreichen Kaiserschnitt wurde bereits im 17. Jahrhundert von Daniel Sennert (1572–1637) berichtet. Dieser soll 1610 in Wittenberg stattgefunden haben. Ferdinand Adolf Kehrer wandte 1881 in Meckesheim allerdings zum ersten Mal eine neue Kaiserschnittmethode an, bei der die Gebärmutter nicht, wie früher üblich von oben nach unten, sondern quer aufgeschnitten und nach der Entbindung auch wieder sorgfältig mit einer Naht verschlossen wurde. Das Verdienst der so ausgeführten „Doppelnaht“ als operationstechnischer Verbesserung wird nicht nur Ferdinand Kehrer, sondern auch Max Sänger (1853–1903) zugeschrieben. Die Operation dauerte ungefähr eine Stunde.
Auch wenn es im 19. Jahrhundert in den Gesundheitsberufen und insbesondere unter den Hebammen schon viele eigenständige Frauen gab, war es doch etwas besonderes, dass Zeeb, als sie die Tätigkeit am Krankenhaus aufgab, nicht zur selbständigen Stadt- oder Landhebamme wurde. Stattdessen gründete sie 1903 in Heidelberg eine Privatkranken- und Entbindungsanstalt, die sie auch wirtschaftlich zu einer erfolgreichen und angesehenen Institution machte. Die Privatkranken- u. Entbindungsanstalt befand sich in der Bergheimer Straße 50, in räumlicher Nähe zur damaligen Frauenklinik, und verfügte über einen Fernsprecher. Maria Zeeb leitete diese Anstalt bis zu ihrem Tod am 13. Januar 1927, nachdem sie noch an Weihnachten 1926, schon schwerkrank, selbst einige Geburten geleitet hatte.